# Midlothian
Midlothian är en av Skottlands kommuner och ståthållarskap. Kommunen gränsar till South Lanarkshire, Scottish Borders, East Lothian, Edinburgh och West Lothian. Centralort är Dalkeith.
Det finns också ett traditionellt grevskap med samma namn. Före detta namn på grevskapet användes Mid Lothian eller det alternativa namnet Edinburghshire. Det sistnämnda betyder att det omfattade Edinburgh. Grevskapet gränsar mot West Lothian, Lanarkshire, Peeblesshire, Berwickshire och East Lothian.

## Orter
- Bonnyrigg
- Crichton
- Dalkeith
- Gorebridge
- Newtongrange
- Penicuik
- Roslin